# Вебстер (Ајова)
Вебстер (енгл. Webster) град је у америчкој савезној држави Ајова. По попису становништва из 2010. у њему је живело 88 становника.

## Демографија
Према попису становништва из 2010. у граду је живело 88 становника, што је -22 (-20.0%) становника више него 2000. године.
| Група             | 2000.        | 2010.      |
| Белци             | 110 (100.0%) | 84 (95,5%) |
| Афроамериканци    | 0 (0,0%)     | 0 (0,0%)   |
| Азијати           | 0 (0,0%)     | 0 (0,0%)   |
| Хиспаноамериканци | 0 (0,0%)     | 4 (4,5%)   |
| Укупно            | 110          | 88         |